# Clone Wars Volume 8: The Last Siege, The Final Truth

Clone Wars Volume 8: The Last Siege, The Final Truth es un cómic recopilatorio basado en el Periodo de la Reforma de Ruusan, en el conflicto ficticio de las Guerras Clon del universo Star Wars. Es el octavo elemento de los nueve de la serie Clone Wars.
Publicado en inglés por la editorial Dark Horse el 29 de marzo de 2006, recogía las historias de los cómics Republic 72-77.

## Historia
Inmediatamente antes de Episodio III: La venganza de los Sith la campaña de asedio a mundos separatistas en el Borde Exterior está llegando a su clímax, igual que la guerra. Ya son tres años de desgaste.
Los cuatro mundos clave del eje separatista asediados son Mygeeto, Cato Neimidia, Felucia y Saleucami; la acción se traslada a Saleucami.
Una docena de Maestros Jedi han viajado hasta el planeta para luchar contra el ejército confederacional. Entre los Jedi se encuentran: Quinlan Vos, Aayla Secura, Oppo Rancisis... Rancisis controla la Meditación de Combate, pero el traidor Jedi Sora Bulq no va a permitir que Rancisis favorezca mucho más al ejército republicano y lo matará.
Con la muerte del viejo Jedi la batalla parece estar perdida para la República y sólo la actuación de Vos y Secura puede garantizar la victoria, pese a la muerte de muchos Jedi y soldados. Además Vos aún deberá matar a Bulq y superar su lucha interna con el Lado Oscuro para salir completamente victorioso.

## Apartado Técnico
- Guionistas: John Ostrander
- Dibujantes: Jan Duursema